# NBA 1956/57
NBA 1956/57 was het 11e seizoen van de NBA. Het begon op 27 oktober 1956 en eindigde op 13 april 1957, toen Boston Celtics de zevende wedstrijd van de NBA Finale na twee verlengingen met 125-123 won en daarmee op 4-3 kwam in de serie tegen verliezend finalist St. Louis Hawks. Bob Cousy van Boston Celtics werd verkozen tot NBA Most Valuable Player.
Bostons Celtics won in 1956/57 haar eerste NBA-titel in de clubgeschiedenis. Celtics-speler Bill Russell won in het seizoen 1956/57 zijn eerste van in totaal elf NBA-titels en groeide daarmee uit tot de speler met de meeste NBA-titels aller tijden.

## Eindstand regulier seizoen
| Eastern Division      | W  | V  |
| --------------------- | -- | -- |
| Boston Celtics        | 44 | 28 |
| Syracuse Nationals    | 38 | 34 |
| Philadelphia Warriors | 37 | 35 |
| New York Knicks       | 36 | 36 |

| Western Division   | W  | V  |
| ------------------ | -- | -- |
| St. Louis Hawks    | 34 | 38 |
| Minneapolis Lakers | 34 | 38 |
| Fort Wayne Pistons | 34 | 38 |
| Rochester Royals   | 31 | 41 |

## Playoffs
|  | Division Semifinals   | Division Semifinals |                |   | Division Finals | Division Finals |  |  | NBA Finale | NBA Finale |
|  |                       |                     |                |   |                 |                 |  |  |            |            |
|  |                       |                     |                |   |                 |                 |  |  |            |            |
|  |                       |                     |                |   |                 |                 |  |  |            |            |
|  |                       |                     |                |   |                 |                 |  |  |            |            |
|  | Boston Celtics        |                     |                |   |                 |                 |  |  |            |            |
|  |                       |                     |                |   |                 |                 |  |  |            |            |
|  | Bye                   |                     |                |   |                 |                 |  |  |            |            |
|  | Boston Celtics        | 3                   |                |   |                 |                 |  |  |            |            |
|  | Boston Celtics        | 3                   |                |   |                 |                 |  |  |            |            |
|  |                       | Syracuse Nationals  | 0              |   |                 |                 |  |  |            |            |
|  | Philadelphia Warriors | Syracuse Nationals  | 0              | 0 |                 |                 |  |  |            |            |
|  | Philadelphia Warriors |                     |                | 0 |                 |                 |  |  |            |            |
|  | Syracuse Nationals    | 2                   |                |   |                 |                 |  |  |            |            |
|  | Syracuse Nationals    | 2                   | Boston Celtics | 4 |                 |                 |  |  |            |            |
|  |                       |                     | Boston Celtics | 4 |                 |                 |  |  |            |            |
|  |                       | St. Louis Hawks     | 3              |   |                 |                 |  |  |            |            |
|  | St. Louis Hawks       | St. Louis Hawks     | 3              |   |                 |                 |  |  |            |            |
|  |                       |                     |                |   |                 |                 |  |  |            |            |
|  | Bye                   |                     |                |   |                 |                 |  |  |            |            |
|  | St. Louis Hawks       | 3                   |                |   |                 |                 |  |  |            |            |
|  | St. Louis Hawks       | 3                   |                |   |                 |                 |  |  |            |            |
|  |                       | Minneapolis Lakers  | 0              |   |                 |                 |  |  |            |            |
|  | Fort Wayne Pistons    | Minneapolis Lakers  | 0              | 0 |                 |                 |  |  |            |            |
|  | Fort Wayne Pistons    |                     |                | 0 |                 |                 |  |  |            |            |
|  | Minneapolis Lakers    | 2                   |                |   |                 |                 |  |  |            |            |
|  | Minneapolis Lakers    | 2                   |                |   |                 |                 |  |  |            |            |

## Beste statistieken
- Meeste punten: Paul Arizin (Philadelphia Warriors)
- Meeste rebounds: Maurice Stokes (Rochester Royals)
- Meeste assists: Bob Cousy (Boston Celtics)
- Hoogste percentage veldscores: Neil Johnston (Philadelphia Warriors)
- Hoogste percentage vrije worpen: Bill Sharman (Boston Celtics)

1950 · 1951 · 1952 · 1953 · 1954 · 1955 · 1956 · 1957 · 1958 · 1959 · 
1960 · 1961 · 1962 · 1963 · 1964 · 1965 · 1966 · 1967 · 1968 · 1969 · 
1970 · 1971 · 1972 · 1973 · 1974 · 1975 · 1976 · 1977 · 1978 · 1979 · 
1980 · 1981 · 1982 · 1983 · 1984 · 1985 · 1986 · 1987 · 1988 · 1989 · 
1990 · 1991 · 1992 · 1993 · 1994 · 1995 · 1996 · 1997 · 1998 · 1999 · 
2000 · 2001 · 2002 · 2003 · 2004 · 2005 · 2006 · 2007 · 2008 · 2009 · 
2010 · 2011 · 2012 · 2013 · 2014 · 2015 · 2016 · 2017 · 2018 · 2019 · 
2020 · 2021 · 2022 · 2023 · 2024